# Người bản địa

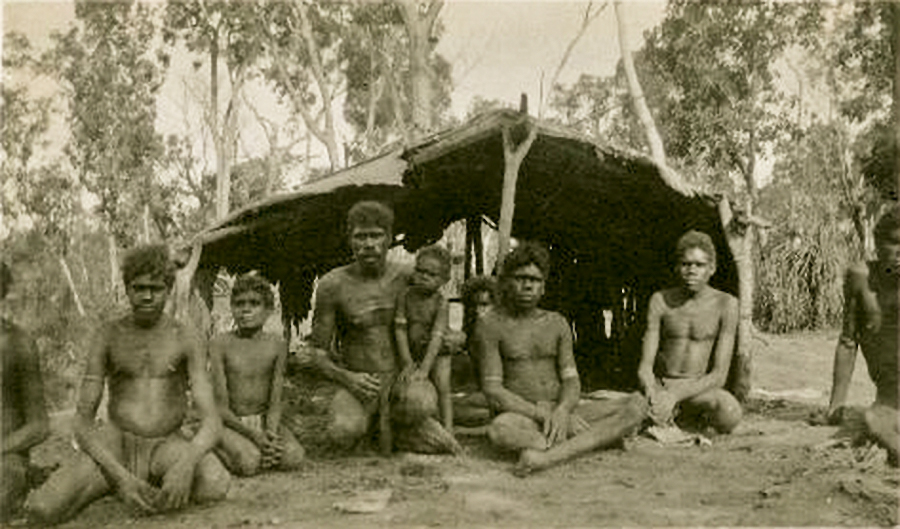
Những người đàn ông và các cậu bé người bản địa Úc trước nhà ở, Groote Eylandt, khoảng năm 1933

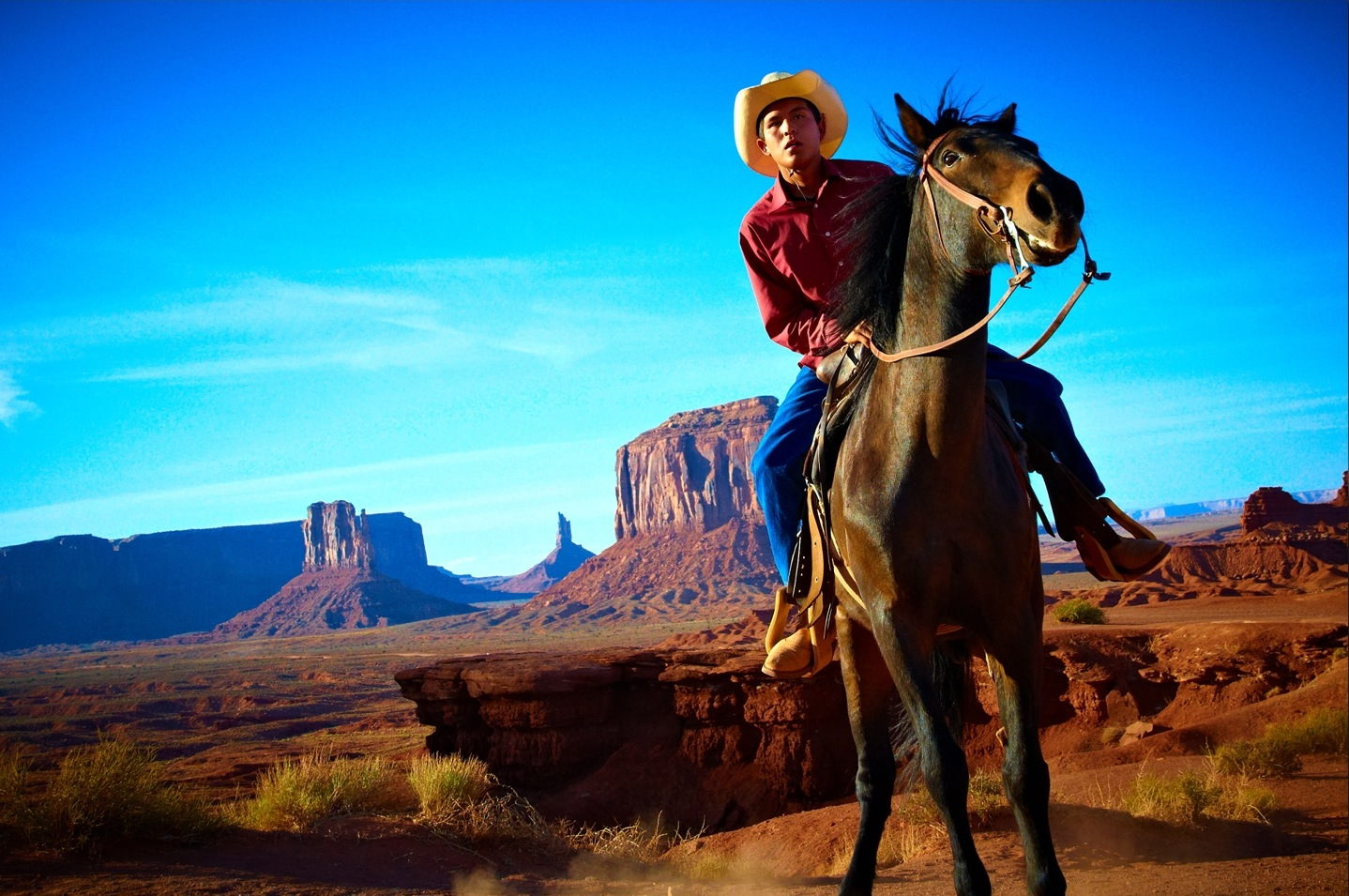
Một người Navajo trên lưng ngựa ở thung lũng Monument, Arizona

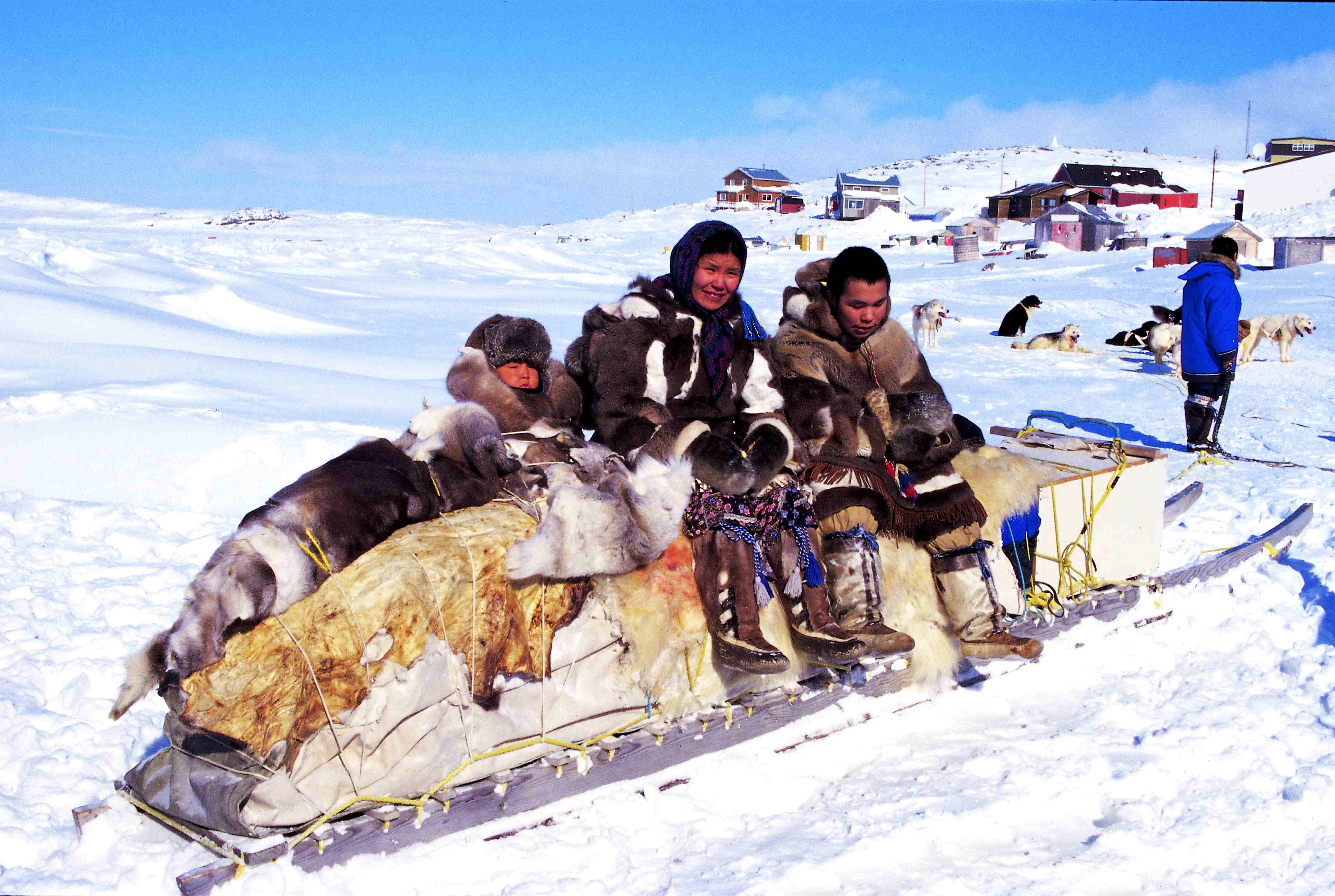
Người Inuit trong qamutik truyền thống, Cape Dorset, Nunavut, Canada

Người bản địa hay thổ dân dùng để chỉ những quần thể người sống nguyên thủy và đầu tiên hay là lâu đời tại một địa phương nào đó. Ví như nguồn gốc của phần lớn các dân tộc Việt Nam được nhà sử học, khảo cổ học hàng đầu, Giáo sư Hà Văn Tấn khẳng định là người bản địa.
Tuy nhiên trên thế giới quá trình thực dân hóa, đặc biệt là thời kỳ xâm chiếm thuộc địa của các nước tư bản phát triển, đã để lại những hậu quả nặng nề cho người bản địa, trong đó có một số dân tộc đã bị tuyệt chủng bởi các dịch bệnh và quá trình khai phá thuộc địa của các nước thực dân châu âu. Các cuộc đấu tranh sinh tồn dẫn đến vào cuối thế kỷ 20, với nỗ lực của các tổ chức quốc tế như Liên Hợp Quốc, đã ra đời các luật đặc biệt để bảo vệ quyền lợi của người bản địa tại các nước có mức thực dân hóa cao, mà theo đó thì người bản địa được quan niệm như sau:
Người bản địa là những quần thể cư dân đặc biệt được bảo vệ theo luật pháp quốc tế hoặc quốc gia, là có một tập hợp các quyền cụ thể dựa trên các mối quan hệ lịch sử của họ vào một lãnh thổ đặc biệt, và bản sắc văn hóa, lịch sử của họ từ các quần thể khác. Các luật được dựa trên kết luận rằng một số người dân bản địa rất dễ bị khai thác, ra bên lề và áp bức bởi các quốc gia được hình thành từ các quần thể thuộc địa hoặc do chi phối chính trị, các nhóm dân tộc khác nhau.
Văn bản quốc tế nổi tiếng nhất về người bản địa là Công ước về Bộ lạc và Dân tộc Bản địa do Tổ chức Lao động quốc tế (ILO) đưa ra vào năm 1989 còn được biết đến như Công ước ILO 169, hoặc dạng viết tắt C169.
Công ước này là tiền thân của Tuyên bố về Quyền của người Bản địa (Declaration on the Rights of Indigenous Peoples) do Đại hội đồng Liên Hợp Quốc thông qua trong phiên thứ 61 tại trụ sở LHQ ở thành phố New York vào ngày 13 tháng 9 năm 2007. Nó được ban hành để hướng dẫn các quốc gia thành viên có chính sách thích hợp để tôn trọng các quyền tập thể người bản địa, chẳng hạn như văn hóa, bản sắc, ngôn ngữ, tiếp cận việc làm, y tế, giáo dục, và các nguồn tài nguyên thiên nhiên.